# Веронська школа
Веронська школа  — провінційна художня школа в Італії.

## Краєвиди Верони

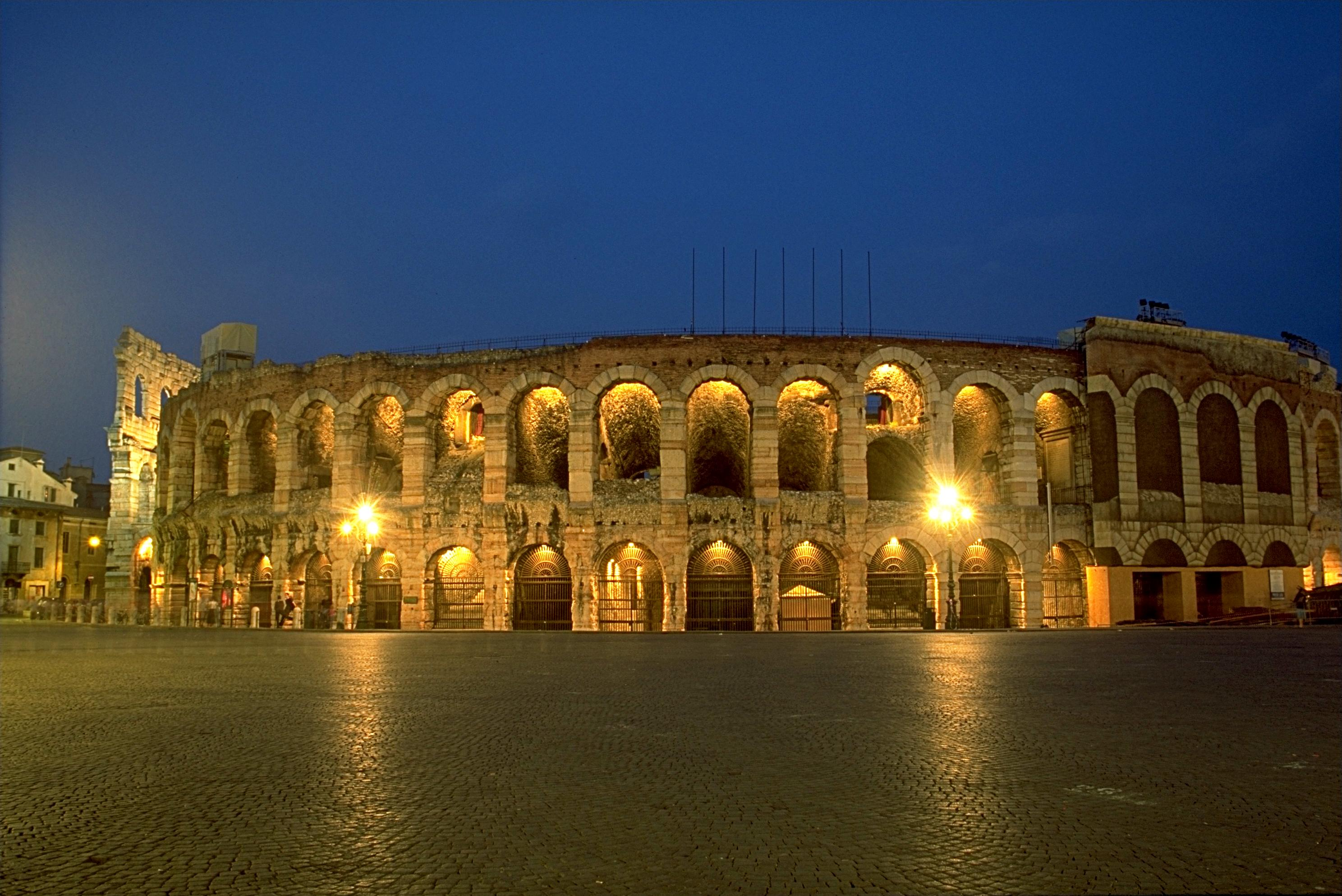
Арена ді Верона (давньоримська Арена)
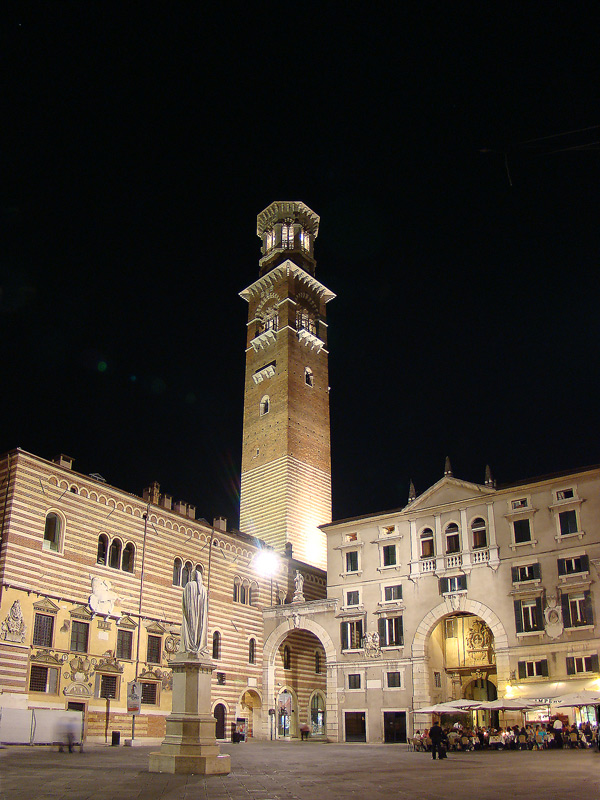
Площа Сеньйорії
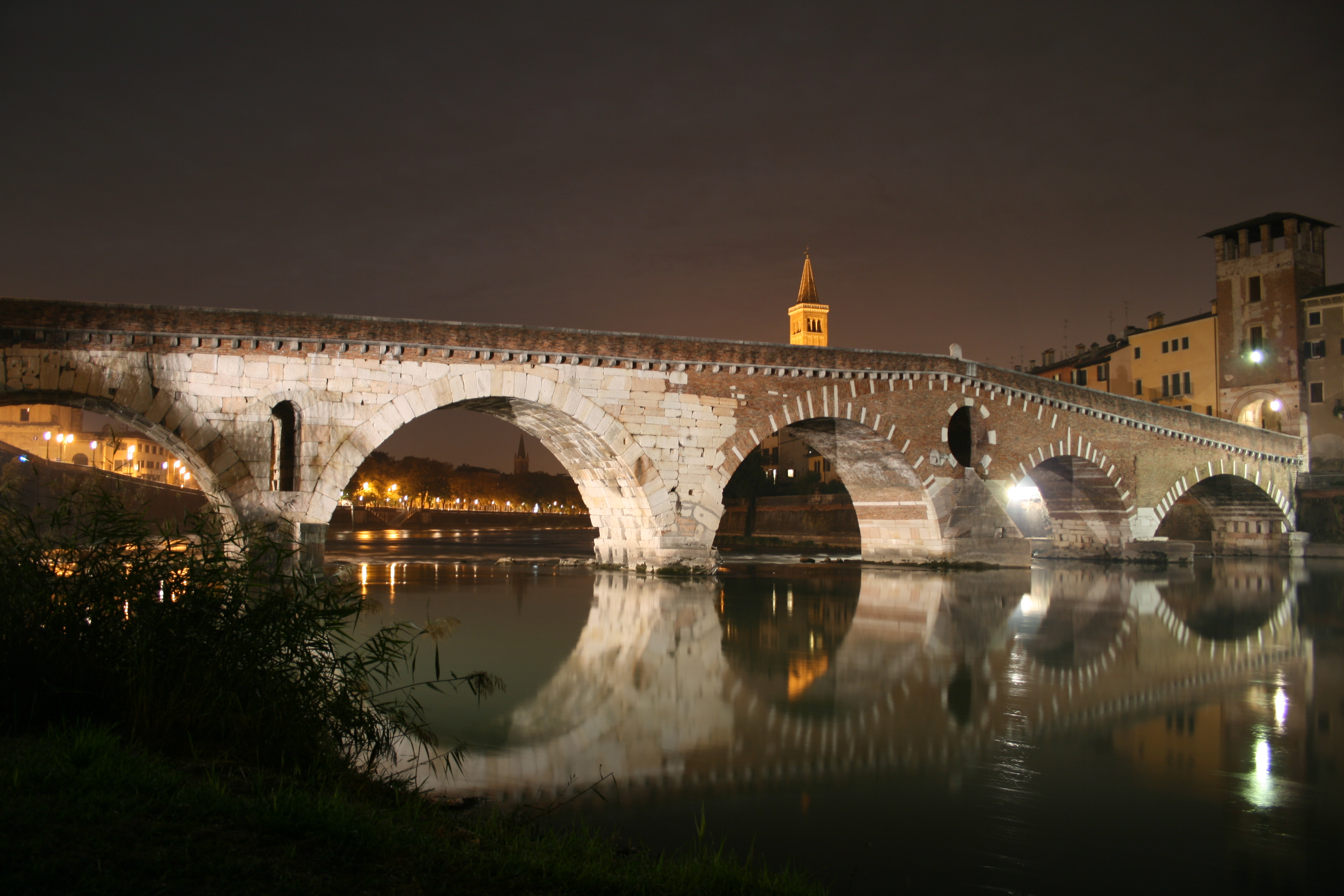
Понте П'єтра
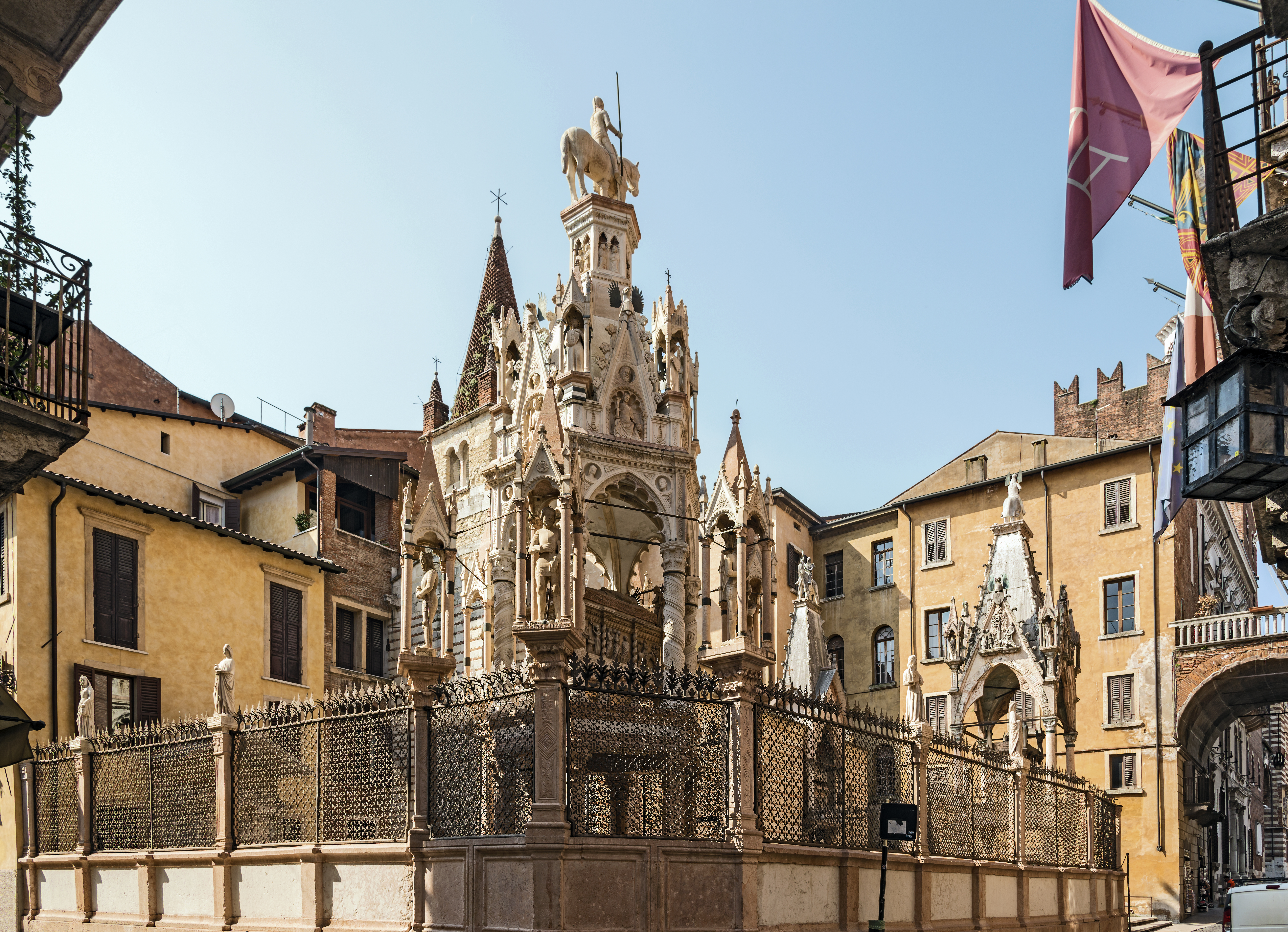
Арки Скалігерів
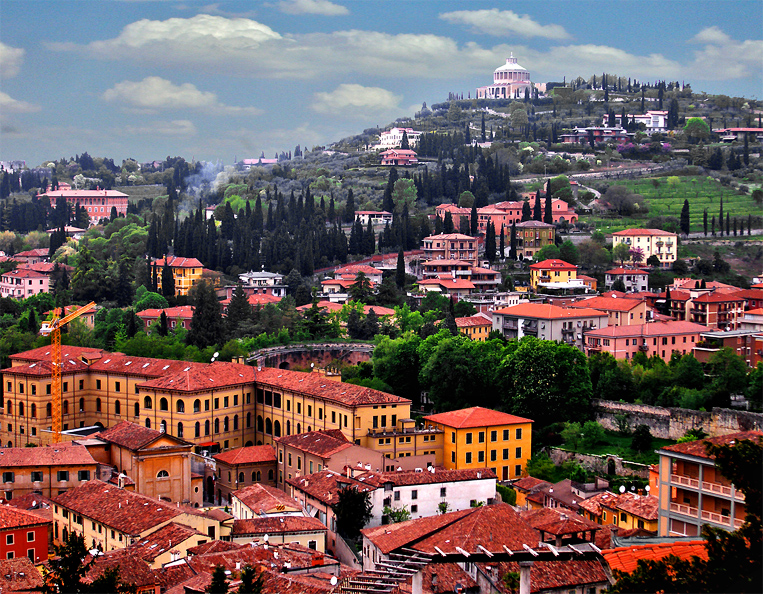
Верона

## Головні представники

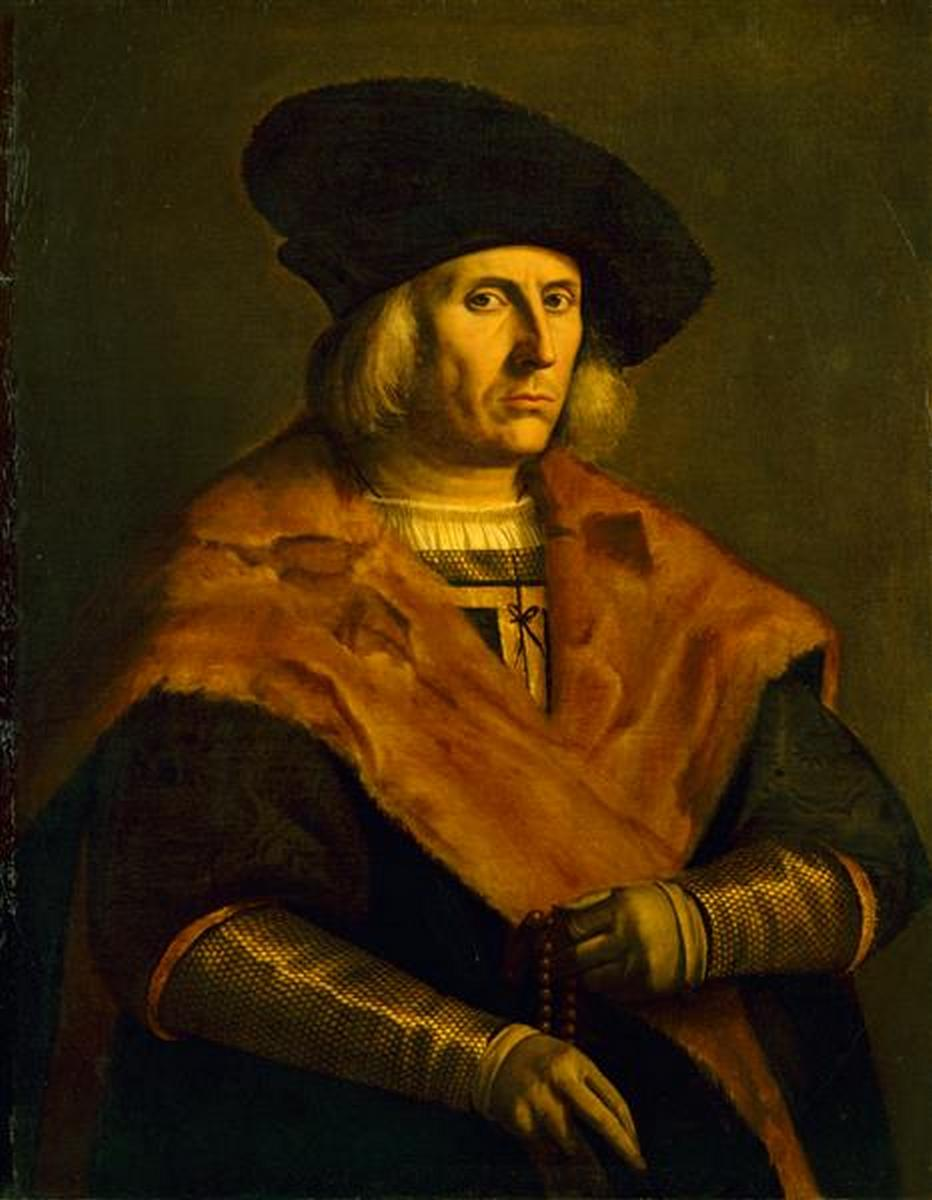
Паоло Морандо або Каваццола. «Портрет шляхетного пана», Дрезден, Галерея старих майстрів

- Ліберале да Верона( Liberale da Verona 1441 - 1526)
- Франческо Бонсіньйорі (Francesco Bonsignori  1460—1519)
- Паоло Морандо або Саваццола (Paolo Morando, Il Cavazzola  1486—1522)
- Доменіко Мороне (Domenico Morone  1442—1518)
- Фра Джованні да Верона (Fra Giovanni da Verona 1457—1525)
- Франческо Мороне (Francesco Morone  1471—1529)
- Джованні Франческо Карото (1480-1555)
- Франческо Торбідо (Francesco Torbido 1482 - 1562)
- Антоніо Баділе  (бл. 1518—1560)
- Доменіко Брузазорчі (1516—1567)
- Бернардино Індіа (Bernardino India 1528 - 1590)
- Паоло Фарінаті (Paolo Farinati 1524 - 1606)
- Б'яджо Фалькієрі ( 1628–1703)
- Бартоломео Лігоцци ( Bartolomeo Ligozzi 1620 - c. 1695 )
- Алессандро Туркі (Alessandro Turchi  1578 - 1649)
- Алессандро Маркезіні(1664–1738)
- Санто Прунаті (1656 – 1728)
- П'єтро Ротарі (1707—1762)
- Феліче Тореллі (1667—1748)
- Антоніо Балестра( 1666—1740)
- Одоардо Періні (1671—1757)
- Мікеланджело Прунаті ()

## Галерея

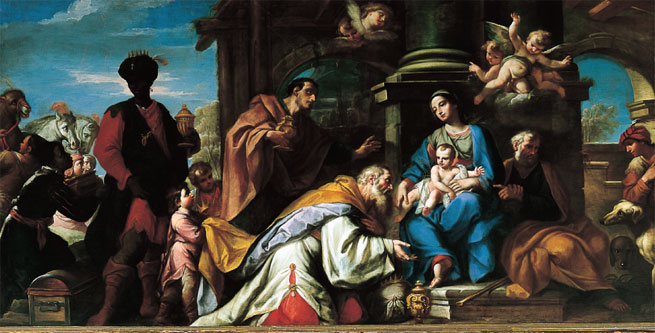
Санто Прунаті. «Поклоніння волхвів».

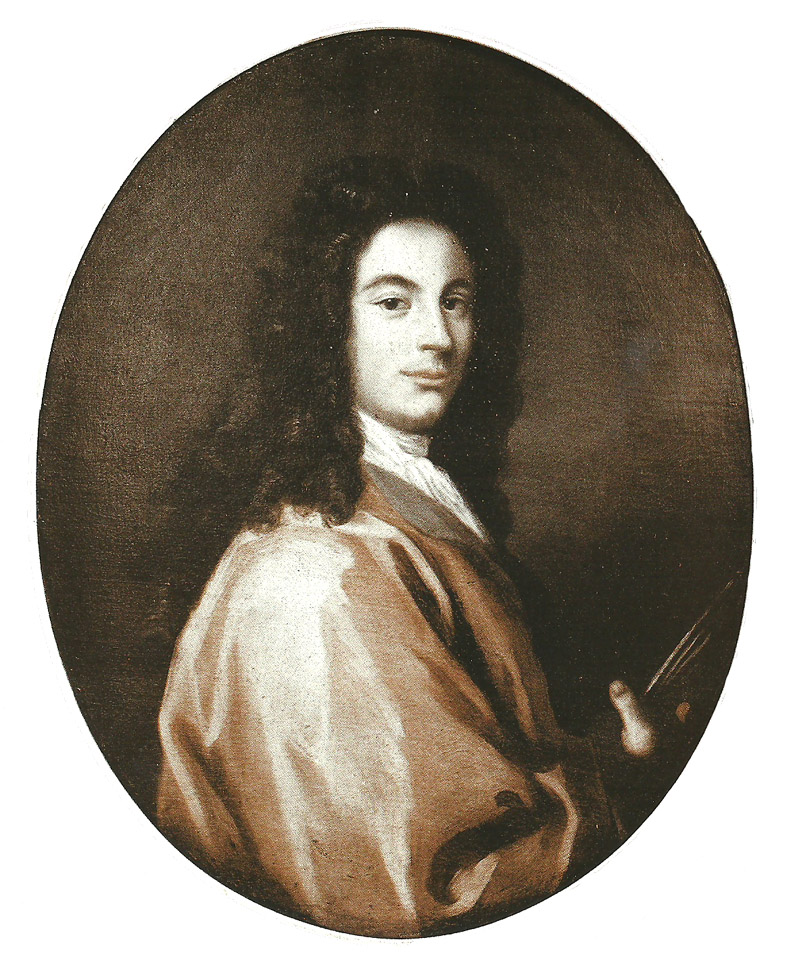
Антоніо Балестра, «Автопортрет»

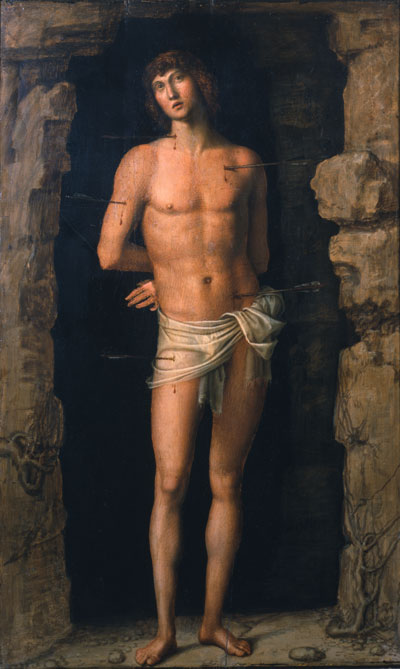
Франческо Бонсіньйорі (Francesco Bonsignori  1460—1519), «Св. Себастьян», Ареццо, державний художній музей.
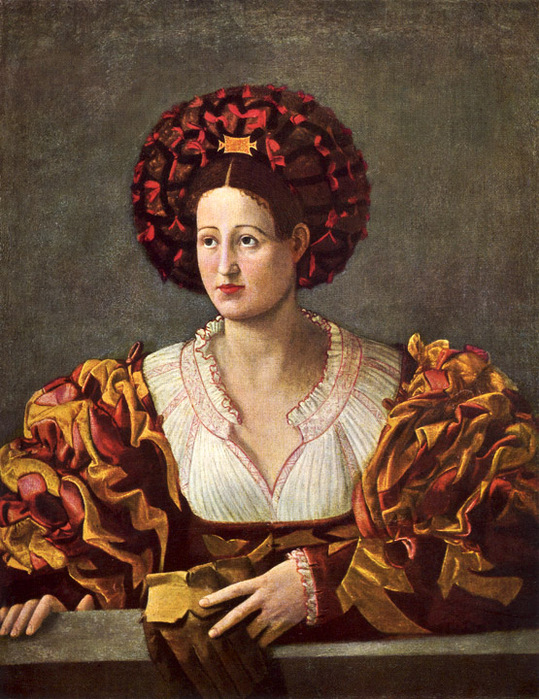
Паоло Морандо. «Портрет щляхетної пані», Академія Каррара, Бергамо, до 1520 р.
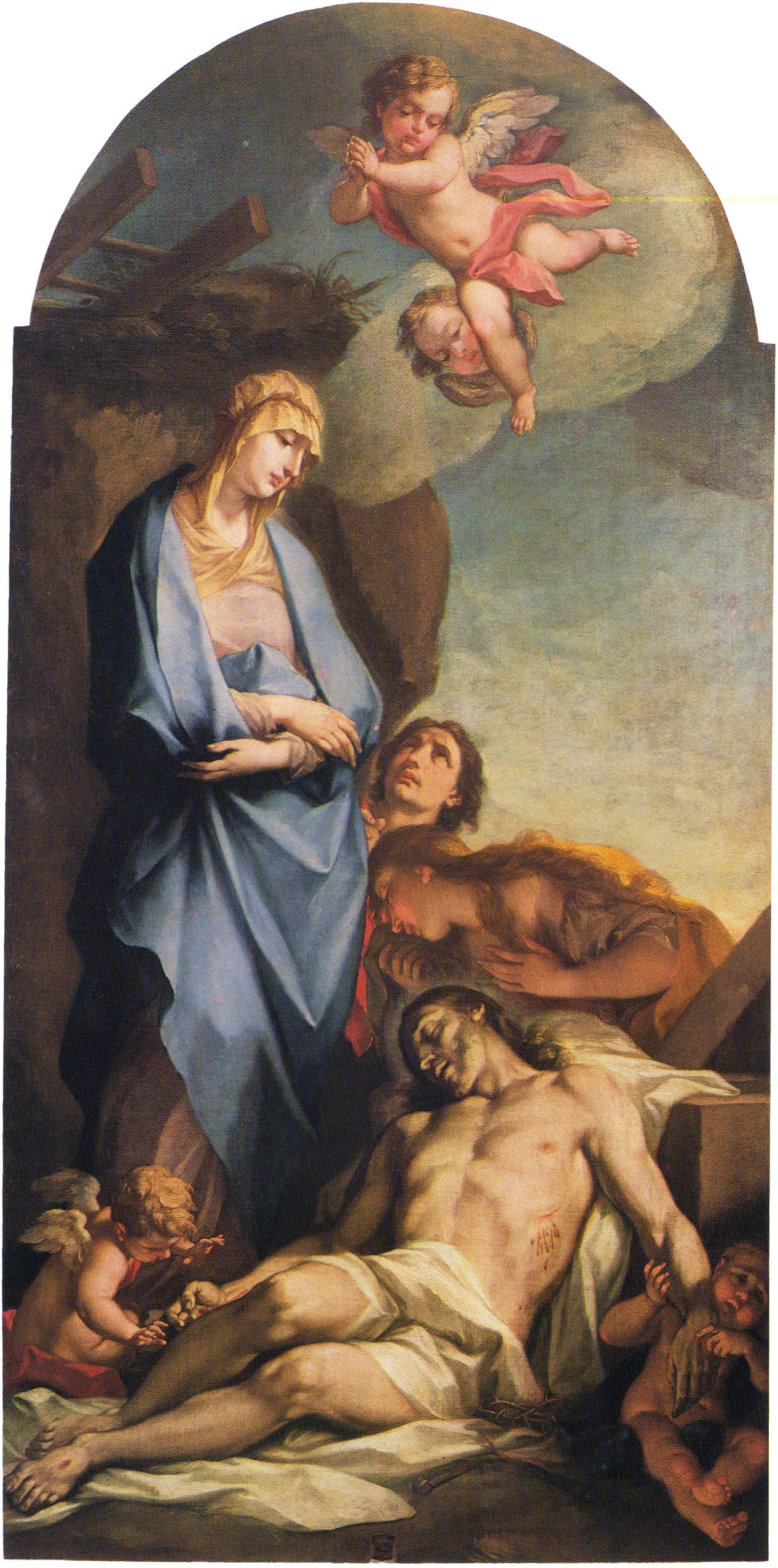
Антоніо Балестра. «П'єта»
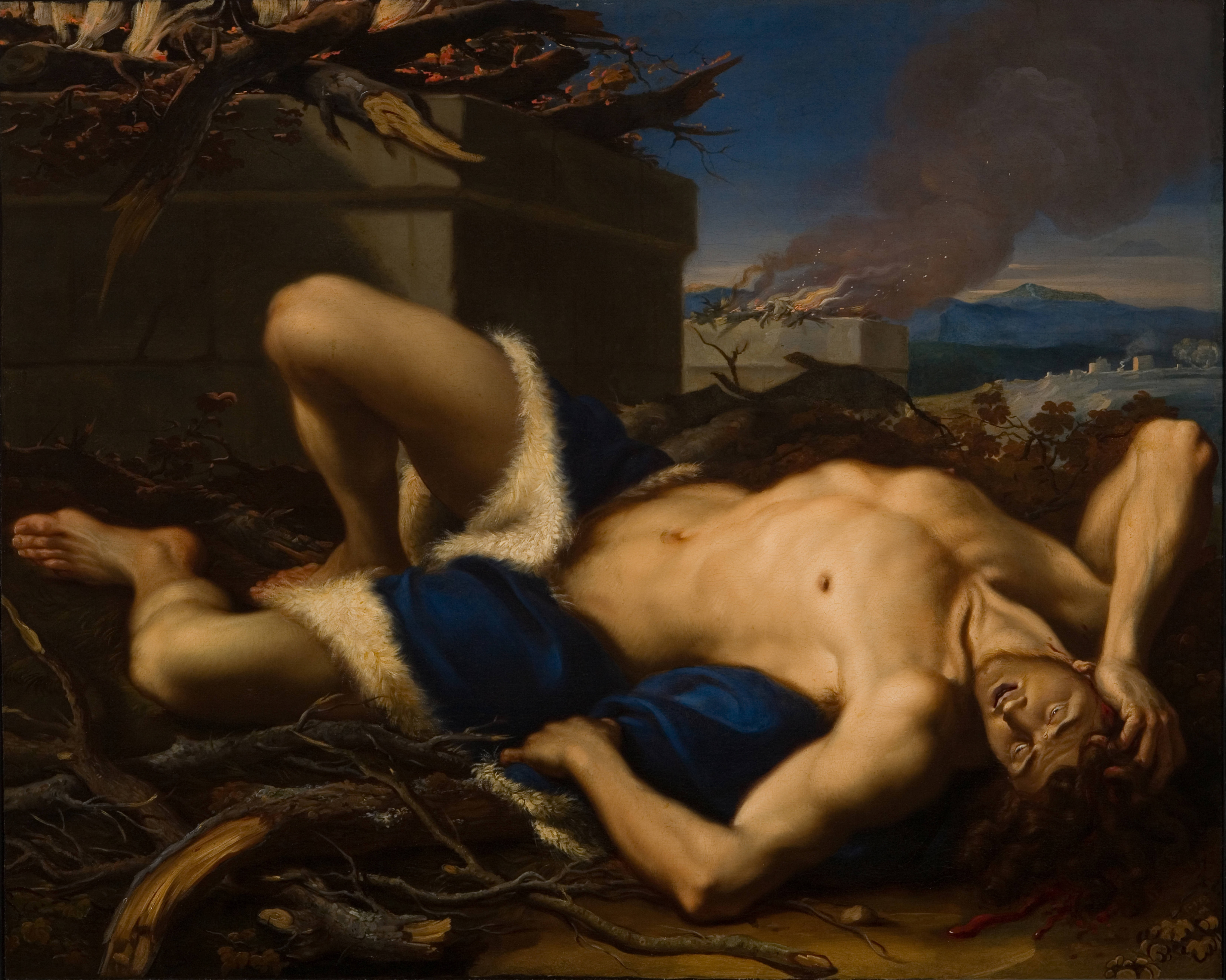
Антоніо Балестра. «Смерть Авеля»
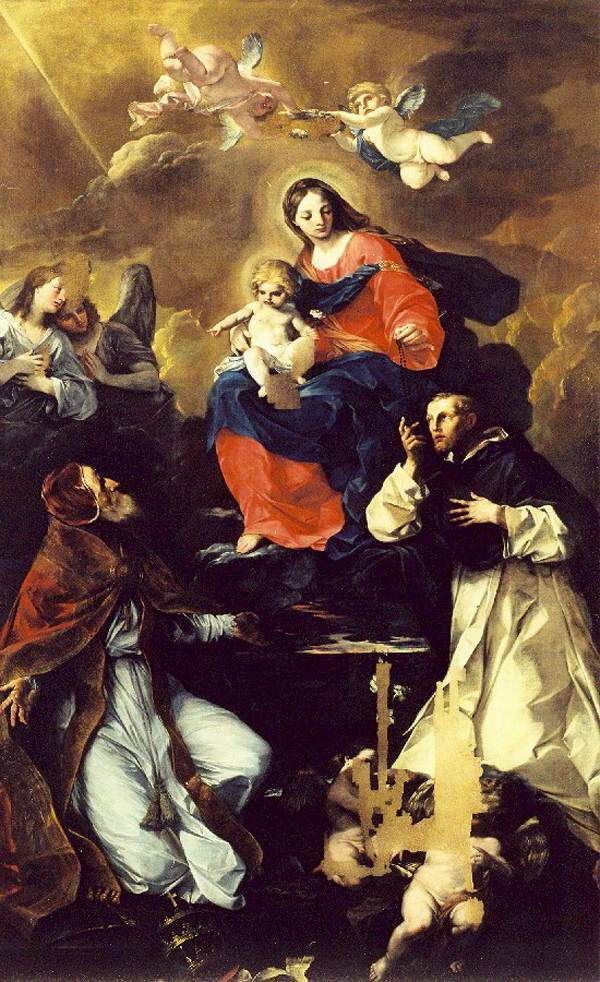
Феліче Тореллі. Вівтар «Мадонна з немовлям і святими»
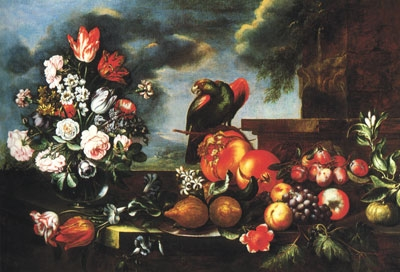
Бартоломео Лігоцци. «Фрукти, квіти і папуга» 1688
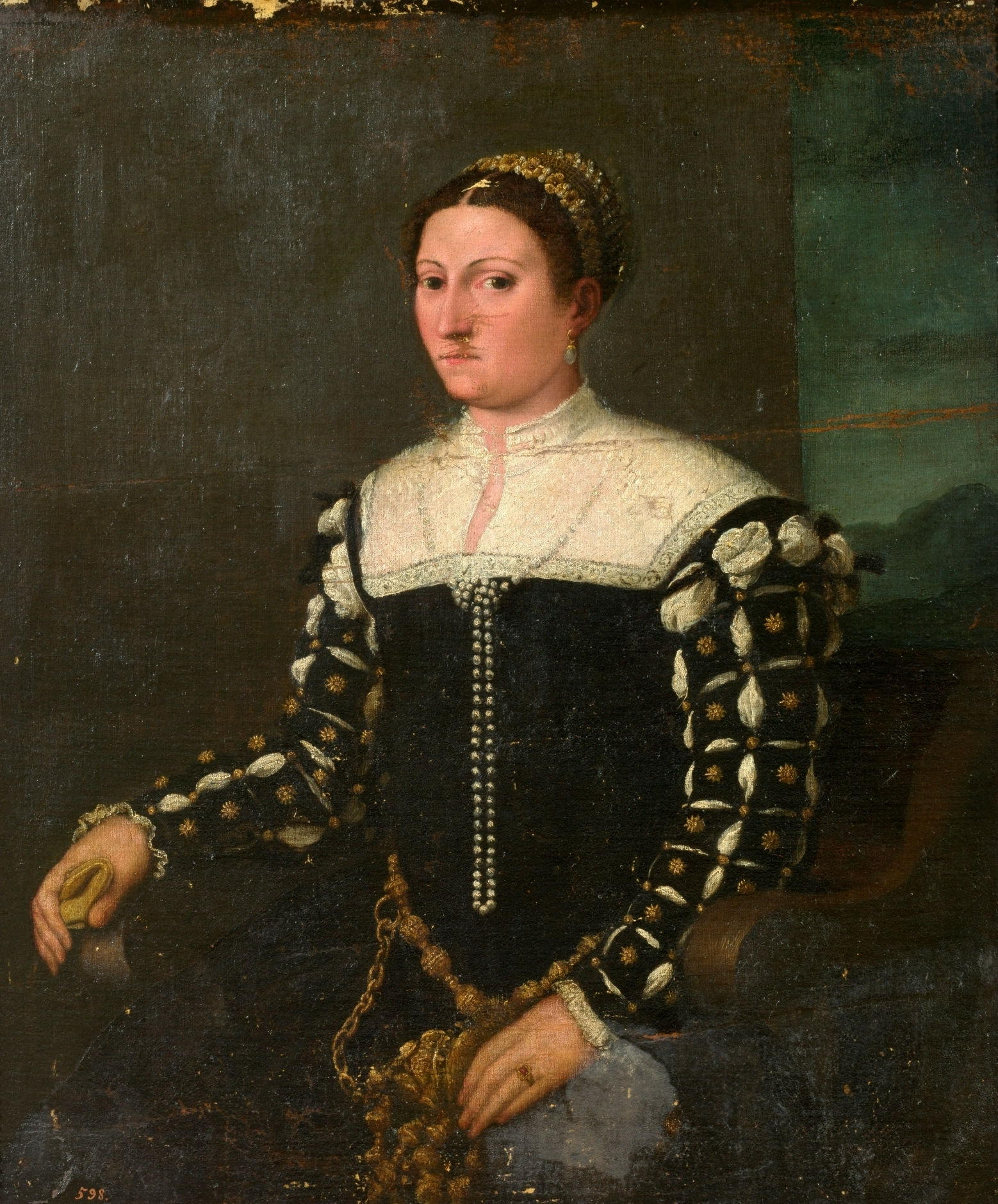
Антоніо Баділе. «Портрет невідомої пані», Національний музей Прадо, Мадрид